# Père Six
Le père Trân Van Luc, plus connu sous le nom de Père Six (Cu Sau en vietnamien), né en 1825 à My Quan (Vietnam) et mort en 1899, était un prêtre diocésain vietnamien.
Il est surtout connu pour avoir conçu la cathédrale de Phat Diem, plus grand complexe architectural catholique d'Asie du Sud-Est. 

## Biographie
Né en 1825 au village de My Quan, dans la province de Thanh Hoa de parents chrétiens, il rentre au séminaire en 1845. Lors de la répression du catholicisme par Tu Duc, il est ordonné diacre en 1858. Il est arrêté peu après et passe cinq ans en exil à Lang Son, sans avoir pu être ordonné prêtre. C'est à Lang Son qu'il fut nommé par les autres chrétiens exilés « Maître Six Triêm », en raison de son grade de séminariste. Ce titre lui est resté lorsqu'il devint prêtre en 1860.
Libéré en 1863, il fut nommé par son évêque Mgr Jeantet curé de la paroisse de Thanh Hoa, avant d'être nommé en 1864 à Phat Diem, dans la province de Ninh Binh.  
Il restera curé de Phat Diem pendant trente-quatre ans, transformant sa paroisse en profondeur, faisant notamment construire la cathédrale de Phat Diem, complexe architectural monumental comprenant pas moins de trois grottes artificielles, cinq chapelles, deux portiques, et un campanile (le Phuong Dinh, ou maison communale).

### Noms
Son nom de naissance est Trân Vân Hûu et Pierre est son prénom de baptême.
Lorsqu'il rentre au séminaire, le supérieur le nomma Triêm afin de le distinguer d'un autre élève appelé Hûu.
Par la suite son nom usuel devint Trần Văn Lục :
le patronyme Trân est lié à la dynastie Trần postérieure
le prénom Văn signifie « lettré »
le nom propre Lục signifie « six »